# Bruce Izabella norvég királyné
Bruce Izabella (Skócia, 1272 – Bergen, Norvégia, 1358), norvégul: Isabella Robertsdotter Bruce, dronning i Norge, skót gaelül: Iseabail Brus, Bànrigh Nirribhidh, skót (angol) nyelven: Isabel de Brus, Queen o Norawa,  Isabel Bruce, Queen of Norway, izlandiul: Ísabella Bruce, drottning Noregs, latinul: Isabella (Elisabeth) Brussia, Noricorum regina, Carrick grófnője, skót királyi hercegnő az öccse, I. Róbert trónra lépte (1306) után Skóciában és Norvégia királynéja. I. Edward ír főkirály nővére. A Bruce-ház tagja.

## Élete
VI. (Bruce) Róbertnek (1243–1304) Annandale urának és Carrick grófjának, valamint Galloway Margitnak (1253/56–1292), Carrick grófnőjének a lánya és I. Róbert skót király nővére.
II. Erik norvég király az első felesége, Margit skót királyi hercegnő (1283), valamint a lányuk, I. Margit skót királynő halála (1290) után újranősült, és I. (Bruce) Róbert skót trónkövetelő és későbbi skót király nővérét, Izabellát (1272–1358) vette feleségül 1293-ban.
Skóciában I. Margit halála után tizennégy trónkövetelő jelentkezett, köztük Margit apja, II. Erik norvég király, aki elhunyt felesége, Skóciai Margit jogaira hivatkozott, hiszen a férjre a házassággal rászálltak a felesége jogai. II. Erik a második házasságát aszerint kötötte, hogy a skót koronához és trónhoz kötődő jogait ezzel is erősítse. A trónkövetelők nevét a Nagy Tekercsre jegyezték fel, melyen Erik neve is szerepelt.
A két legesélyesebb jelölt azonban Balliol János és Bruce Róbert voltak, akik egy-egy leányágat képviseltek a skót királyi házon belül. Balliol Jánost 1292-ben angol befolyásra királlyá választották, azonban az angol befolyás miatt I. János uralma népszerűtlen volt Skóciában, így a két ellenjelölt, II. Erik és Bruce Róbert szövetségét is jelentette ez a házasság I. János ellen.
Izabella királyné egy újabb lányt, Ingeborg hercegnőt szülte 1297-ben a norvég királynak, de II. Erik két évvel ezután elhunyt.

## Gyermeke
- Férjétől, II. (Papgyűlölő) Erik (1268–1299) norvég királytól, 1 leány:
  - Ingeborg (1297–1353 után) norvég királyi hercegnő, férje Folkung Valdemár finn herceg (1285 körül–1318), 1 fiú:
    - Erik (1316–fiatalon) svéd királyi herceg